# Leonardo Soledispa
Leonardo Javier Soledispa Cortes (ur. 15 stycznia 1983 w Guayaquil) – ekwadorski piłkarz występujący na pozycji pomocnika. Zawodnik klubu Universidad Católica Quito.

## Kariera klubowa
Soledispa karierę rozpoczynał w 2001 roku w zespole Barcelona SC. W sezonach 2002 oraz 2003 wywalczył z nim wicemistrzostwo Ekwadoru, a w sezonie 2005 wicemistrzostwo fazy Apertura Serie A de Ecuador. Graczem Barcelony był przez 7 sezonów. W 2008 roku odszedł do Deportivo Cuenca, z którym w sezonie 2008 zajął 3. miejsce w Serie A de Ecuador.
W sezonie 2009 Soledispa grał w drużynach Macará oraz Grecia. W 2010 roku podpisał z kolei kontrakt z klubem Universidad Católica Quito.

## Kariera reprezentacyjna
W reprezentacji Ekwadoru Soledispa zadebiutował w 2004 roku. W tym samym roku został powołany do kadry na Copa América. Zagrał na nim tylko w meczu z Meksykiem (1:2), a Ekwador odpadł z turnieju po fazie grupowej.
W latach 2004–2006 w drużynie narodowej Soledispa rozegrał łącznie 8 spotkań.